# Bretagne Classic 2018
La Bretagne Classic 2018 est la 82e édition de cette course cycliste masculine sur route. Elle a lieu le 26 août 2018 dans le Morbihan, en France, et fait partie du calendrier UCI World Tour 2018 en catégorie 1.UWT.

## Présentation

### Organisation
Organisé par le comité des fêtes et l'Union cycliste du pays de Plouay, la Bretagne Classic connaît en 2018 sa 82e édition, la troisième sous ce nom.

### Parcours
Le parcours de la course est modifié à l'occasion de cette édition, afin de le rendre plus sélectif selon l'organisateur Jean-Yves Tranvaux, et de rendre moins probable une arrivée au sprint. Si le dénivelé est moindre (1 900 mètres contre 3 100 m l'année précédente), « les coureurs emprunteront de petites routes étroites et même pour la première fois, des chemins de terre avec des cailloux sur un kilomètre. »
Longue de 265,9 km, la course est disputée entièrement dans le Morbihan. Elle part de Plouay, dans l'ouest du département, puis prend la direction de l'est où elle passe par la côte de Cadoudal, Vannes, le golfe du Morbihan, avant de revenir vers Plouay. Après un premier passage sur la ligne d'arrivée, au 243e kilomètre, les coureurs empruntent un circuit de 14,7 km et passent par la côte de Ty Marrec à moins de 4 kilomètres de l'arrivée,.

### Équipes
La Bretagne Classic faisant partie du calendrier de l'UCI World Tour, les dix-huit « World Teams » y participent. Sept équipes continentales professionnelles ont reçu une invitation : les cinq équipes françaises évoluant à ce niveau, l'équipe italienne Wilier Triestina-Selle Italia et l'équipe belge Wanty-Groupe Gobert.
| WorldTeams (18)- UAE Team Emirates - EF Education First-Drapac p/b Cannondale - Groupama-FDJ - Astana - Lotto NL-Jumbo - BMC Racing Team - Bahrain-Merida - Bora-Hansgrohe - Dimension Data - Lotto Soudal - Movistar Team - Quick-Step Floors - Mitchelton-Scott - Katusha-Alpecin - Sky - AG2R La Mondiale - Team Sunweb - Trek-Segafredo Équipes continentales professionnelles (7)- Direct Énergie - Vital Concept - Fortuneo-Samsic - Cofidis, Solutions Crédits - Wilier Triestina-Selle Italia - Wanty-Groupe Gobert - Delko-Marseille Provence-KTM |
| |

## Classements

### Classement de la course
| \| Classement général \| Classement général \| Classement général \| Classement général \| Classement général \| \| Coureur \| Coureur \| Pays \| Équipe \| Temps \| \| ------------------ \| --------------------- \| ------------------ \| ------------------- \| ------------------ \| \| 1er \| Oliver Naesen \| Belgique \| AG2R La Mondiale \| 6 h 16 min 34 s \| \| 2e \| Michael Valgren \| Danemark \| Astana \| + 0 s \| \| 3e \| Tim Wellens \| Belgique \| Lotto-Soudal \| + 3 s \| \| 4e \| Michael Matthews \| Australie \| Team Sunweb \| + 1 min 13 s \| \| 5e \| Ruben Guerreiro \| Portugal \| Trek-Segafredo \| + 1 min 13 s \| \| 6e \| Zdeněk Štybar \| Tchéquie \| Quick-Step Floors \| + 1 min 13 s \| \| 7e \| Olivier Le Gac \| France \| Groupama-FDJ \| + 1 min 15 s \| \| 8e \| Valentin Madouas \| France \| Groupama-FDJ \| + 1 min 17 s \| \| 9e \| Benoît Cosnefroy \| France \| AG2R La Mondiale \| + 1 min 18 s \| \| 10e \| Fabio Jakobsen \| Pays-Bas \| Quick-Step Floors \| + 1 min 24 s \| \| 11e \| Alexander Kristoff \| Norvège \| UAE Team Emirates \| + 1 min 24 s \| \| 12e \| Amund Grøndahl Jansen \| Norvège \| LottoNL-Jumbo \| + 1 min 24 s \| \| 13e \| John Degenkolb \| Allemagne \| Trek-Segafredo \| + 1 min 24 s \| \| 14e \| Hugo Houle \| Canada \| Astana \| + 1 min 24 s \| \| 15e \| Dion Smith \| Nouvelle-Zélande \| Wanty-Groupe Gobert \| + 1 min 24 s \| |                       |                  |                     |                 |
| |                       |                  |                     |                 |
| Source : ProCyclingStats |                       |                  |                     |                 |
| Classement général |                       |                  |                     |                 |
| Coureur | Coureur               | Pays             | Équipe              | Temps           |
| 1er | Oliver Naesen         | Belgique         | AG2R La Mondiale    | 6 h 16 min 34 s |
| 2e | Michael Valgren       | Danemark         | Astana              | + 0 s           |
| 3e | Tim Wellens           | Belgique         | Lotto-Soudal        | + 3 s           |
| 4e | Michael Matthews      | Australie        | Team Sunweb         | + 1 min 13 s    |
| 5e | Ruben Guerreiro       | Portugal         | Trek-Segafredo      | + 1 min 13 s    |
| 6e | Zdeněk Štybar         | Tchéquie         | Quick-Step Floors   | + 1 min 13 s    |
| 7e | Olivier Le Gac        | France           | Groupama-FDJ        | + 1 min 15 s    |
| 8e | Valentin Madouas      | France           | Groupama-FDJ        | + 1 min 17 s    |
| 9e | Benoît Cosnefroy      | France           | AG2R La Mondiale    | + 1 min 18 s    |
| 10e | Fabio Jakobsen        | Pays-Bas         | Quick-Step Floors   | + 1 min 24 s    |
| 11e | Alexander Kristoff    | Norvège          | UAE Team Emirates   | + 1 min 24 s    |
| 12e | Amund Grøndahl Jansen | Norvège          | LottoNL-Jumbo       | + 1 min 24 s    |
| 13e | John Degenkolb        | Allemagne        | Trek-Segafredo      | + 1 min 24 s    |
| 14e | Hugo Houle            | Canada           | Astana              | + 1 min 24 s    |
| 15e | Dion Smith            | Nouvelle-Zélande | Wanty-Groupe Gobert | + 1 min 24 s    |

### Classements UCI
La Bretagne Classic distribue aux soixante premiers coureurs les points suivants pour le classement individuel de l'UCI World Tour (uniquement pour les coureurs membres d'équipes World Tour) et le Classement mondial UCI (pour tous les coureurs) :
| Position | 1er | 2e  | 3e  | 4e  | 5e  | 6e  | 7e  | 8e  | 9e | 10e | 11e | 12e | 13e | 14e | 15e | 16e à 20e | 21e à 30e | 31e à 50e | 51e à 55e | 56e à 60e |
| Points   | 400 | 320 | 260 | 220 | 180 | 140 | 120 | 100 | 80 | 68  | 56  | 48  | 40  | 32  | 28  | 24        | 16        | 8         | 4         | 2         |

#### Classements UCI World Tour à l'issue de la course
| Rang | Coureur            | Équipe            | Points  |
| ---- | ------------------ | ----------------- | ------- |
| 1er  | Peter Sagan        | Bora-Hansgrohe    | 2752    |
| 2e   | Geraint Thomas     | Sky               | 2534.25 |
| 3e   | Julian Alaphilippe | Quick-Step Floors | 2161.12 |
| 4e   | Elia Viviani       | Quick-Step Floors | 2047    |
| 5e   | Christopher Froome | Sky               | 1978.68 |
| 6e   | Tom Dumoulin       | Sunweb            | 1975.62 |
| 7e   | Primož Roglič      | Lotto NL-Jumbo    | 1921    |
| 8e   | Simon Yates        | Mitchelton-Scott  | 1842    |
| 9e   | Alejandro Valverde | Movistar          | 1807    |
| 10e  | Greg Van Avermaet  | BMC Racing        | 1717.14 |

| Rang | Équipe            | Points   |
| ---- | ----------------- | -------- |
| 1er  | Quick-Step Floors | 11489.97 |
| 2e   | Sky               | 9350     |
| 3e   | Bora-Hansgrohe    | 7591     |
| 4e   | Mitchelton-Scott  | 7029.03  |
| 5e   | BMC Racing        | 6984.97  |
| 6e   | Movistar          | 6078     |
| 7e   | Astana            | 6032     |
| 8e   | Sunweb            | 5933.95  |
| 9e   | Bahrain-Merida    | 5872     |
| 10e  | Lotto NL-Jumbo    | 5681     |

## Liste des participants
- Liste de départ complète

| Légende | Légende                                                                    | Légende | Légende                                                    |
| ------- | -------------------------------------------------------------------------- | ------- | ---------------------------------------------------------- |
| Num     | Dossard de départ porté par le coureur sur cette Bretagne Classic          | Pos     | Position à l'arrivée de la course                          |
|         | Indique un maillot de champion national ou mondial, suivi de sa spécialité | NP      | Indique un coureur qui n'a pas pris le départ de la course |
| AB      | Indique un coureur qui n'a pas terminé la course                           | HD      | Indique un coureur qui a terminé la course hors des délais |

| UAE Emirates UAD      | UAE Emirates UAD         | UAE Emirates UAD |
| --------------------- | ------------------------ | ---------------- |
| Num                   | Coureur                  | Pos              |
| 1                     | Alexander Kristoff (NOR) | 11e              |
| 2                     | Rui Costa (POR)          | 30e              |
| 3                     | Jan Polanc (SLO)         | AB               |
| 4                     | Filippo Ganna (ITA)      | AB               |
| 5                     | Matteo Bono (ITA)        | AB               |
| 6                     | Ben Swift (GBR)          | AB               |
| 7                     | Diego Ulissi (ITA)       | 38e              |
| Directeurs sportifs : |                          |                  |

| EF Education First-Drapac EFD | EF Education First-Drapac EFD | EF Education First-Drapac EFD |
| ----------------------------- | ----------------------------- | ----------------------------- |
| Num                           | Coureur                       | Pos                           |
| 11                            | Matti Breschel (DEN)          | AB                            |
| 12                            | William Clarke (AUS)          | AB                            |
| 13                            | Sacha Modolo (ITA)            | AB                            |
| 14                            | Logan Owen (USA)              | AB                            |
| 15                            | Thomas Scully (NZL)           | AB                            |
| 16                            | Sep Vanmarcke (BEL)           | 39e                           |
| 17                            | Julius van den Berg (NED)     | AB                            |
| Directeurs sportifs :         |                               |                               |

| Groupama-FDJ GFC      | Groupama-FDJ GFC       | Groupama-FDJ GFC |
| --------------------- | ---------------------- | ---------------- |
| Num                   | Coureur                | Pos              |
| 21                    | David Gaudu (FRA)      | 50e              |
| 22                    | William Bonnet (FRA)   | AB               |
| 23                    | Olivier Le Gac (FRA)   | 7e               |
| 24                    | Valentin Madouas (FRA) | 8e               |
| 25                    | Anthony Roux (FRA)     | 19e              |
| 26                    | Romain Seigle (FRA)    | AB               |
| 27                    | Arthur Vichot (FRA)    | 51e              |
| Directeurs sportifs : |                        |                  |

| Astana AST            | Astana AST                 | Astana AST |
| --------------------- | -------------------------- | ---------- |
| Num                   | Coureur                    | Pos        |
| 31                    | Sergey Chernetskiy (RUS)   | 49e        |
| 32                    | Andriy Grivko (UKR)        | 43e        |
| 33                    | Hugo Houle (CAN)           | 14e        |
| 34                    | Tanel Kangert (EST)        | 41e        |
| 35                    | Bakhtiyar Kozhatayev (KAZ) | 61e        |
| 36                    | Magnus Cort Nielsen (DEN)  | AB         |
| 37                    | Michael Valgren (DEN)      | 2e         |
| Directeurs sportifs : |                            |            |

| Lotto NL-Jumbo TLJ    | Lotto NL-Jumbo TLJ          | Lotto NL-Jumbo TLJ |
| --------------------- | --------------------------- | ------------------ |
| Num                   | Coureur                     | Pos                |
| 41                    | Enrico Battaglin (ITA)      | 26e                |
| 42                    | Koen Bouwman (NED)          | AB                 |
| 43                    | Pascal Eenkhoorn (NED)      | 75e                |
| 44                    | Bram Tankink (NED)          | AB                 |
| 45                    | Amund Grøndahl Jansen (NOR) | 12e                |
| 46                    | Antwan Tolhoek (NED)        | 35e                |
| 47                    | Jos van Emden (NED)         | AB                 |
| Directeurs sportifs : |                             |                    |

| BMC Racing BMC        | BMC Racing BMC             | BMC Racing BMC |
| --------------------- | -------------------------- | -------------- |
| Num                   | Coureur                    | Pos            |
| 51                    | Alberto Bettiol (ITA)      | AB             |
| 52                    | Jempy Drucker (LUX)        | AB             |
| 53                    | Simon Gerrans (AUS)        | 47e            |
| 54                    | Miles Scotson (AUS)        | AB             |
| 55                    | Michael Schär (SUI)        | 37e            |
| 56                    | Nathan Van Hooydonck (BEL) | AB             |
| 57                    | Danilo Wyss (SUI)          | 52e            |
| Directeurs sportifs : |                            |                |

| Bahrain-Merida TBM    | Bahrain-Merida TBM      | Bahrain-Merida TBM |
| --------------------- | ----------------------- | ------------------ |
| Num                   | Coureur                 | Pos                |
| 61                    | Valerio Agnoli (ITA)    | AB                 |
| 62                    | Manuele Boaro (ITA)     | AB                 |
| 63                    | Grega Bole (SLO)        | 65e                |
| 64                    | Sonny Colbrelli (ITA)   | 20e                |
| 65                    | Enrico Gasparotto (ITA) | 46e                |
| 66                    | Kristjan Koren (SLO)    | AB                 |
| 67                    |                         |                    |
| Directeurs sportifs : |                         |                    |

| Bora-Hansgrohe BOH    | Bora-Hansgrohe BOH        | Bora-Hansgrohe BOH |
| --------------------- | ------------------------- | ------------------ |
| Num                   | Coureur                   | Pos                |
| 71                    | Erik Baška (SVK)          | AB                 |
| 72                    | Cesare Benedetti (ITA)    | AB                 |
| 73                    | Sam Bennett (IRL)         | AB                 |
| 74                    | Felix Großschartner (AUT) | AB                 |
| 75                    | Daniel Oss (ITA)          | 44e                |
| 76                    | Paweł Poljański (POL)     | 60e                |
| 77                    | Aleksejs Saramotins (LAT) | AB                 |
| Directeurs sportifs : |                           |                    |

| Dimension Data DDD    | Dimension Data DDD         | Dimension Data DDD |
| --------------------- | -------------------------- | ------------------ |
| Num                   | Coureur                    | Pos                |
| 81                    | Edvald Boasson Hagen (NOR) | 36e                |
| 82                    | Mekseb Debesay (ERI)       | AB                 |
| 83                    | Nicholas Dlamini (RSA)     | AB                 |
| 84                    | Lachlan Morton (AUS)       | AB                 |
| 85                    | Ben O'Connor (AUS)         | AB                 |
| 86                    | Scott Thwaites (GBR)       | AB                 |
| 87                    | Jacobus Venter (RSA)       | AB                 |
| Directeurs sportifs : |                            |                    |

| Lotto-Soudal LTS      | Lotto-Soudal LTS       | Lotto-Soudal LTS |
| --------------------- | ---------------------- | ---------------- |
| Num                   | Coureur                | Pos              |
| 91                    | Lars Bak (DEN)         | 64e              |
| 92                    | Jens Debusschere (BEL) | AB               |
| 93                    | Jasper De Buyst (BEL)  | 54e              |
| 94                    | Rémy Mertz (BEL)       | AB               |
| 95                    | Moreno Hofland (NED)   | AB               |
| 96                    | Tim Wellens (BEL)      | 3e               |
| 97                    | Frederik Frison (BEL)  | AB               |
| Directeurs sportifs : |                        |                  |

| Movistar MOV          | Movistar MOV             | Movistar MOV |
| --------------------- | ------------------------ | ------------ |
| Num                   | Coureur                  | Pos          |
| 101                   | Carlos Barbero (ESP)     | AB           |
| 102                   | Eduardo Sepulveda (ARG)  | AB           |
| 103                   | Héctor Carretero (ESP)   | AB           |
| 104                   | Víctor de la Parte (ESP) | AB           |
| 105                   | Rafael Valls (ESP)       | 62e          |
| 106                   | José Joaquín Rojas (ESP) | 21e          |
| 107                   | Marc Soler (ESP)         | AB           |
| Directeurs sportifs : |                          |              |

| Quick-Step Floors QST | Quick-Step Floors QST     | Quick-Step Floors QST |
| --------------------- | ------------------------- | --------------------- |
| Num                   | Coureur                   | Pos                   |
| 111                   | Eros Capecchi (ITA)       | AB                    |
| 112                   | Tim Declercq (BEL)        | 55e                   |
| 113                   | Fernando Gaviria (COL)    | AB                    |
| 114                   | Davide Martinelli (ITA)   | AB                    |
| 115                   | Maximiliano Richeze (ARG) | 25e                   |
| 116                   | Fabio Jakobsen (NED)      | 10e                   |
| 117                   | Zdeněk Štybar (CZE)       | 6e                    |
| Directeurs sportifs : |                           |                       |

| Mitchelton-Scott MTS  | Mitchelton-Scott MTS  | Mitchelton-Scott MTS |
| --------------------- | --------------------- | -------------------- |
| Num                   | Coureur               | Pos                  |
| 121                   | Daryl Impey (RSA)     | 32e                  |
| 122                   | Carlos Verona (ESP)   | 45e                  |
| 123                   | Jack Bauer (NZL)      | AB                   |
| 124                   | Robert Power (AUS)    | AB                   |
| 125                   | Roman Kreuziger (CZE) | AB                   |
| 126                   | Michael Hepburn (AUS) | AB                   |
| 127                   | Sam Bewley (NZL)      | AB                   |
| Directeurs sportifs : |                       |                      |

| Direct Énergie DEN    | Direct Énergie DEN     | Direct Énergie DEN |
| --------------------- | ---------------------- | ------------------ |
| Num                   | Coureur                | Pos                |
| 131                   | Thomas Boudat (FRA)    | 71e                |
| 132                   | Lilian Calmejane (FRA) | 24e                |
| 133                   | Fabien Grellier (FRA)  | AB                 |
| 134                   | Romain Sicard (FRA)    | 63e                |
| 135                   | Angélo Tulik (FRA)     | 48e                |
| 136                   | Jonathan Hivert (FRA)  | AB                 |
| 137                   | Paul Ourselin (FRA)    | AB                 |
| Directeurs sportifs : |                        |                    |

| Katusha-Alpecin TKA   | Katusha-Alpecin TKA      | Katusha-Alpecin TKA |
| --------------------- | ------------------------ | ------------------- |
| Num                   | Coureur                  | Pos                 |
| 141                   | Maxim Belkov (RUS)       | AB                  |
| 142                   | Matteo Fabbro (ITA)      | AB                  |
| 143                   | Marco Mathis (GER)       | AB                  |
| 144                   |                          |                     |
| 145                   | Alex Dowsett (GBR)       | 43e                 |
| 146                   | Mads Würtz Schmidt (DEN) | 23e                 |
| 147                   | Willie Smit (RSA)        | AB                  |
| Directeurs sportifs : |                          |                     |

| Vital Concept VCC     | Vital Concept VCC       | Vital Concept VCC |
| --------------------- | ----------------------- | ----------------- |
| Num                   | Coureur                 | Pos               |
| 151                   | Arnaud Courteille (FRA) | 73e               |
| 152                   | Lorrenzo Manzin (FRA)   | 40e               |
| 153                   | Johan Le Bon (FRA)      | 70e               |
| 154                   | Julien Morice (FRA)     | AB                |
| 155                   | Patrick Müller (SUI)    | 67e               |
| 156                   | Quentin Pacher (FRA)    | 31e               |
| 157                   | Kévin Reza (FRA)        | AB                |
| Directeurs sportifs : |                         |                   |

| Sky SKY               | Sky SKY                    | Sky SKY |
| --------------------- | -------------------------- | ------- |
| Num                   | Coureur                    | Pos     |
| 161                   | Leonardo Basso (ITA)       | 29e     |
| 162                   | David López García (ESP)   | AB      |
| 163                   | Owain Doull (GBR)          | NP      |
| 164                   | Kenny Elissonde (FRA)      | AB      |
| 165                   | Kristoffer Halvorsen (NOR) | AB      |
| 166                   | Christopher Lawless (GBR)  | NP      |
| 167                   | Łukasz Wiśniowski (POL)    | AB      |
| Directeurs sportifs : |                            |         |

| AG2R La Mondiale ALM  | AG2R La Mondiale ALM    | AG2R La Mondiale ALM |
| --------------------- | ----------------------- | -------------------- |
| Num                   | Coureur                 | Pos                  |
| 171                   | Oliver Naesen (BEL)     | 1er                  |
| 172                   | Cyril Gautier (FRA)     | 74e                  |
| 173                   | Benoît Cosnefroy (FRA)  | 9e                   |
| 174                   | Silvan Dillier (SUI)    | 56e                  |
| 175                   | Quentin Jauregui (FRA)  | AB                   |
| 176                   | Samuel Dumoulin (FRA)   | AB                   |
| 177                   | Clément Venturini (FRA) | 59e                  |
| Directeurs sportifs : |                         |                      |

| Fortuneo-Samsic TFO   | Fortuneo-Samsic TFO  | Fortuneo-Samsic TFO |
| --------------------- | -------------------- | ------------------- |
| Num                   | Coureur              | Pos                 |
| 181                   | Arnaud Gérard (FRA)  | AB                  |
| 182                   | Maxime Bouet (FRA)   | 68e                 |
| 183                   | Élie Gesbert (FRA)   | AB                  |
| 184                   | Romain Hardy (FRA)   | 18e                 |
| 185                   | Kévin Ledanois (FRA) | AB                  |
| 186                   | Laurent Pichon (FRA) | AB                  |
| 187                   | Clément Russo (FRA)  | AB                  |
| Directeurs sportifs : |                      |                     |

| Cofidis COF           | Cofidis COF              | Cofidis COF |
| --------------------- | ------------------------ | ----------- |
| Num                   | Coureur                  | Pos         |
| 191                   | Christophe Laporte (FRA) | 17e         |
| 192                   | Nicolas Edet (FRA)       | AB          |
| 193                   | Jimmy Turgis (FRA)       | 57e         |
| 194                   | Anthony Perez (FRA)      | AB          |
| 195                   | Julien Simon (FRA)       | 22e         |
| 196                   | Anthony Turgis (FRA)     | AB          |
| 197                   | Dimitri Claeys (BEL)     | AB          |
| Directeurs sportifs : |                          |             |

| Sunweb SUN            | Sunweb SUN                 | Sunweb SUN |
| --------------------- | -------------------------- | ---------- |
| Num                   | Coureur                    | Pos        |
| 201                   | Søren Kragh Andersen (DEN) | AB         |
| 202                   | Nikias Arndt (GER)         | 69e        |
| 203                   | Roy Curvers (NED)          | AB         |
| 204                   | Lennard Hofstede (NED)     | AB         |
| 205                   | Michael Matthews (AUS)     | 4e         |
| 206                   | Sam Oomen (NED)            | 66e        |
| 207                   | Louis Vervaeke (BEL)       | AB         |
| Directeurs sportifs : |                            |            |

| Trek-Segafredo TFS    | Trek-Segafredo TFS    | Trek-Segafredo TFS |
| --------------------- | --------------------- | ------------------ |
| Num                   | Coureur               | Pos                |
| 211                   | Julien Bernard (FRA)  | AB                 |
| 212                   | Koen de Kort (NED)    | 28e                |
| 213                   | John Degenkolb (GER)  | 13e                |
| 214                   | Michael Gogl (AUT)    | 58e                |
| 215                   | Tsgabu Grmay (ETH)    | AB                 |
| 216                   | Ryan Mullen (IRL)     | AB                 |
| 217                   | Ruben Guerreiro (POR) | 5e                 |
| Directeurs sportifs : |                       |                    |

| Wilier Triestina-Selle Italia WIL | Wilier Triestina-Selle Italia WIL | Wilier Triestina-Selle Italia WIL |
| --------------------------------- | --------------------------------- | --------------------------------- |
| Num                               | Coureur                           | Pos                               |
| 221                               | Giuseppe Fonzi (ITA)              | AB                                |
| 222                               | Luca Raggio (ITA)                 | AB                                |
| 223                               |                                   |                                   |
| 224                               | Filippo Pozzato (ITA)             | AB                                |
| 225                               | Alex Turrin (ITA)                 | AB                                |
| 226                               | Simone Velasco (ITA)              | 16e                               |
| 227                               | Edoardo Zardini (ITA)             | 33e                               |
| Directeurs sportifs :             |                                   |                                   |

| Wanty-Groupe Gobert WGG | Wanty-Groupe Gobert WGG | Wanty-Groupe Gobert WGG |
| ----------------------- | ----------------------- | ----------------------- |
| Num                     | Coureur                 | Pos                     |
| 231                     | Simone Antonini (ITA)   | AB                      |
| 232                     | Tom Devriendt (BEL)     | AB                      |
| 233                     | Fabien Doubey (FRA)     | AB                      |
| 234                     | Xandro Meurisse (BEL)   | 53e                     |
| 235                     | Yoann Offredo (FRA)     | 27e                     |
| 236                     | Jérôme Baugnies (BEL)   | AB                      |
| 237                     | Dion Smith (NZL)        | 15e                     |
| Directeurs sportifs :   |                         |                         |

| Delko-Marseille Provence-KTM DMP | Delko-Marseille Provence-KTM DMP | Delko-Marseille Provence-KTM DMP |
| -------------------------------- | -------------------------------- | -------------------------------- |
| Num                              | Coureur                          | Pos                              |
| 241                              | Julien El Fares (FRA)            | AB                               |
| 242                              | Delio Fernández (ESP)            | 34e                              |
| 243                              | Iuri Filosi (ITA)                | 72e                              |
| 244                              | Mauro Finetto (ITA)              | AB                               |
| 245                              | Yannick Martinez (FRA)           | AB                               |
| 246                              | Jérémy Leveau (FRA)              | AB                               |
| 247                              | Evaldas Šiškevičius (LTU)        | AB                               |
| Directeurs sportifs :            |                                  |                                  |